# Divinefire
Divinefire, aussi typographié DivineFire, est un groupe suédois de metal chrétien, originaire de Jönköping. Formé au printemps 2004 de la collaboration du finlandais Jani Stefanović et du suédois Christian Liljegren (anciennement Rivel), le groupe signe un contrat avec King Records, au Japon. Son premier album Glory thy Name est publié à la fin de 2004 sous ce label, puis le mois suivant chez le label Rivel/Liljegren Records de Christian Liljegren.
Divinefire mêle la puissance des styles les plus agressifs de heavy metal avec des mélodies de metal symphonique. Rivel et Stefanović écrivent la majorité des compositions, tandis que Andreas Olsson assiste Rivel pour les arrangements vocaux.

## Biographie
Divinefire est formé au printemps 2004 à Jönköping, en Suède, de la collaboration du finlandais Jani Stefanović et du suédois Christian Liljegren. Stefanović est un ancien membre de groupes tels que Renascent, Am I Blood, et Sins of Ommission, et Liljegren est un ancien membre du groupe de metal chrétien Narnia et d'Audiovision. Liljegren est le dirigeant du label Rivel Records, et c'est à ce label que le groupe publie son premier album, Glory thy Name, en janvier 2005 en Europe. L'album est auparavant publié à la fin de 2004 au Japon et en Asie par le label King Records. Sur cet album, Stefanović compose la musique et joue de la guitare, la batterie et du clavier, tandis que Liljegren écrit les paroles. Andreas Olsson les aide également avec les arrangements vocaux.
Dans le même temps, ils commencent déjà les enregistrements de leur deuxième album studio, Hero. Au début de 2005, Stefanović se joint à Crimson Moonlight, et Divinefire joue au Japon en octobre la même année, dans des villes comme Tokyo et Osaka. L'année suivante, en 2006, Divinefire publie son troisième album studio, Into a New Dimension, suivi en 2008 de l'album Farewell.
Après quelques années de silence, Divinefire revient avec les chanteurs Christian Liljegren et German Pascual. Ils annoncent également la sortie prochaine de leur cinquième album studio, Eye of the Storm, à la fin de mars 2011 au Japon, et en avril à l'international. En février 2011, ils publient une bande-annonce pour l'album, et en avril 2011, publient quelques chansons issues de l'album.

## Membres

### Membres actuels
- Jani Stefanović - guitare solo, guitare rythmique, claviers, batterie, orchestrations (depuis 2004), grunt (depuis 2005), basse (depuis 2010)[1]
- Christian Liljegren - chant (depuis 2004)[1]

### Membres de tournée
- Andreas Johansson - batterie[1]
- Patrik Gardberg - guitare solo, chœurs[1]
- Anders Berlin - claviers, chant[1]

### Anciens membres
- Andreas Olsson - basse, chœurs[1]
- Germán Pascual - chant (2010-2015)[1]

## Discographie
- 2004 : Glory thy Name
- 2005 : Hero
- 2006 : Into a New Dimension
- 2008 : Farewell
- 2011 : Eyes of the Storm